# Adam de Givenci
Adam de Givenci (fl. 1230-1268) è stato un troviero, probabilmente originario di Givenchy e attivo ad Arras e nel suo circondario.
Il suo cognome viene anche scritto Givenchi, Gevanche o Gievenci.
Adam appare in alcuni documenti nel maggio e luglio del 1230 come un chierico del vescovato di Arras. Nel 1232 risultava ancora al servizio del vescovo. Nel 1243 viene nominato prete e cappellano del vescovo. Nel 1245 era il decano di Lens.
Ci è noto per due canzoni, tra cui un descort, La doce acordance.
Ad Arras si associa ai poeti Simon d'Authie, Pierre de Corbie, Guillaume le Vinier e Jehan Bretel. Scrive un jeu parti con ognuno di questi ultimi due, mentre la composizione con Guillaume (Amis Guillaume, ainc si sage ne vi) ha conservato diverse melodie. Altri sei componimenti poetici sopravvivono con il suo nome, quattro dei quali con melodie. Due di questi sono chansons avec des refrains. Tutte le canzoni sono nella forma AAB e le melodie sono semplici.

## Canzoni e musica
- Amis Guillaume, ainc si sage ne vi, jeu parti
- Assés plus que d'estre amés, chansons avec des refrains (nessuna musica per i ritornelli)
- Mar vi loial voloir et jalousie
- Pour li servir en bone foi, chansons avec des refrains
- Si com fortune d'amour